# Coptacra minuta
Coptacra minuta is een rechtvleugelig insect uit de familie veldsprinkhanen (Acrididae). De wetenschappelijke naam van deze soort is voor het eerst geldig gepubliceerd in 1968 door Bey-Bienko.